# Estate violenta (EP)
Estate violenta è un EP del compositore Mario Nascimbene pubblicato in Italia e contenente la colonna sonora dell'omonimo film del 1959 diretto da Valerio Zurlini. Con lo stesso titolo e la stessa copertina venne anche pubblicato un singolo con i brani Temptation e Canzone di Rossana (erroneamente indicata come Estate violenta su alcune edizioni del disco stesso).

## Tracce
Lato A
Musiche di Mario Nascimbene.
1. Titoli di testa
2. Primo incontro
3. Tema di Maddalena

Lato B
1. Teddy Reno – Temptation (Arthur Freed, Nacio Herb Brown)
2. Scena d'amore (musica: Mario Nascimbene)
3. Partenza di Maddalena (musica: Mario Nascimbene)
4. Bombardamento (musica: Mario Nascimbene)
5. Finale (musica: Mario Nascimbene)